# Едгар Ортенберг
Едгар Ортенберг (англ. Edgar Ortenberg; 17 червня 1900, Одеса, Російська імперія — 16 травня 1996, Філадельфія, Пенсільванія, США), справжнє ім'я Елеазар Ортенберг — американський скрипаль російського походження.
Навчався в Одеській консерваторії у Наума Бліндера, потім в Парижі у Жака Тібо. У 1924 повернувся в Одесу і зайняв пост концертмейстера в оркестрі Одеського оперного театру. Однак в 1926 р залишив Одесу, тепер уже назавжди.
Спершу Ортенберг влаштувався в Берліні, де очолив власний струнний квартет. Після приходу до влади нацистів 1933 року перебрався в Париж, де виступав під ім'ям Едгар Ортамбер (фр. Edgar Ortambert), в 1937 отримав французьке громадянство. Керував різними камерними складами (Квартет Ортамбера, Тріо Ортамбера), на чолі яких записав, зокрема, тріо-сонати Йоганна Себастьяна Баха і Георга Філіпа Телемана, тріо Франца Шуберта і Хоакіна Турини.
Після нацистського вторгнення до Франції в 1940 втік через Португалію в Нью-Йорк. У 1944—1949 рр. грав другу скрипку в Будапештському квартеті. З 1949 року і до 1988 викладав в Філадельфії.